# دختری در قطار (فیلم ۲۰۲۱)
دختری در قطار (انگلیسی: The Girl on the Train) یک فیلم ژانر مهیج و رازآلود به کارگردانی ریبو داسگوپتا محصول ۲۰۲۱ هند است. در این فیلم بازیگرانی همچون پرینیتی چوپرا، ادیتی رائو حیدری و کیرتی کولهاری ایفای نقش می‌کنند. انتشار فیلم به دلیل همه‌گیری کووید ۱۹ به تعویق افتاد و در ۲۶ فوریه ۲۰۲۱ از شبکه نتفلیکس منتشر شد. در بود و سپس توسط یونیورسال استودیوز.
این فیلم براساس رمان نویسنده انگلیسی پائولا هاوکینز به همین نام در سال ۲۰۱۵ ساخته شده‌است.

## داستان
داستان در مورد یک فرد طلاق گرفته‌است که رفت و آمد روزانه خود را با خیال پردازی دربارهٔ یک زوج به ظاهر کامل که در خانه ای زندگی می‌کنند که قطارش روزانه از آنجا عبور می‌کند، می‌گذراند.

## بازیگران
- پرینیتی چوپرا (میرا کاپور)
- ادیتی رائو حیدری (دکتر نصرت جان جوشی)
- کیرتی کولهاری (دکتر شکار کاپور)